# BEA Weblogic Server
Pertencia a BEA Systems, Inc., atualmente o WebLogic é um produto da Oracle da família de plataformas J2EE que inclui:
- Um servidor de aplicação J2EE, WebLogic Application Server
- Um serviço de portal, WebLogic Portal
- Uma plataforma de EAI
- Um servidor de transações e infraestrutura, WebLogic Tuxedo
- Uma plataforma de telecomunicações, WebLogic Communication Platform
- Um servidor web HTTP

## História
A Weblogic, Inc., foi fundada por Paul Ambrose, Bob Pasker, Laurie Pitman, e Carl Resnikoff, em Setembro de 1995.
Antes disso, Ambrose e Resnikoff trabalharam no desenvolvimento (pre-JDBC) dos drivers Oracle, Sybase, e Microsoft SQL Server para Java com o nome de dbKona, assim como um servidor de "três camadas" (three tier) para permitir que applets pudessem conectar-se a esses bancos de dados.. Este foi o servidor WebLogic 1.48, e era chamado T3Server (uma referência ao termo 3-Tier Server).  
Enquanto isso, Pitman and Pasker estavam trabalhando em ferramentas de gerenciamento de redes no Java. Pasker escreveu uma pilha SNMP em Java e métodos Win32 nativos para ICMP ping, ao passo que Pitman trabalhava em applets que mostrassem informações sobre gerenciamento (management data). 
Uma das funcionalidades ocultas da versão 1.48 do servidor era a habilidade de estender-se modificando um dispatcher e adicionando um handler para diferentes tipos de mensagens.  Pasker falou com Ambrose sobre enviar um código fonte para o servidor, e Pasker estendeu este de forma que as applets pudessem fazer requisições de rede SNMP e PING, e mostrassem os resultados.
A partir deste ponto, os fundadores trabalharam juntos para construir o que veio eventualmente a ser chamado de Application Server.
Versões do BEA Weblogic Application Server:
- WebLogic Server 10.3 Tech Preview
- WebLogic Server 10.0
- WebLogic Server 9.2
- WebLogic Server 9.1
- WebLogic Server 9.0
- WebLogic Server 8.1
- WebLogic Server 7.0

## Funcionalidades
BEA Weblogic Server é parte do BEA Weblogic Platform e suporta Oracle, DB2, Microsoft SQL Server, MySQL Enterprise e outros bancos de dados JDBC compatíveis. As outras partes da plataforma WebLogic são:
- Portal que inclui o Commerce Server e Personalization Server
- Weblogic Integration
- BEA Workshop, um Eclipse IDE para Java, SOA e Web 2.0 (com interfaces ricas)
- JRockit, uma JVM para processadores Intel e compatíveis. Que se propõe a utilizar melhor os recursos específicos desta plataforma a fim de melhorar a performance do servidor de aplicações.

Weblogic Server inclui interoperabilidade com .NET e suporta as seguintes integrações nativamente:
- Native enterprise-grade JMS messaging
- Java EE Connector Architecture
- WebLogic/Tuxedo Connector
- COM+ Connectivity
- CORBA connectivity
- IBM WebSphere MQ connectivity

BEA Weblogic Server Process Edition também inclui um BPM e funcionalidade de Data Mapping. Weblogic suporta políticas de segurança gerenciadas por Administradores de Segurança utilizando banco de dados, LDAP, AD ou outra tecnologia. O modelo de segurança do BEA Weblogic Server inclui:
- Separação da lógica de negócio da aplicação do código de segurança.
- Escopo completo de cobertura de segurança para todos os componentes J2EE e não-J2EE.

## Padrões abertos suportados
- J2EE 1.3 & 1.4 & 5
- JAAS
- XSLT & XQuery
- ebXML
- BPEL & BPEL-J
- JMX and SNMP
- Suporte nativo a:
  - SOAP
  - WSDL
  - UDDI
  - WS-Security
  - WSRP